# Philipp Hainhofer
Philipp Hainhofer, född 21 juli 1578, död 23 juli 1647, var en tysk konsthandlare i Augsburg.

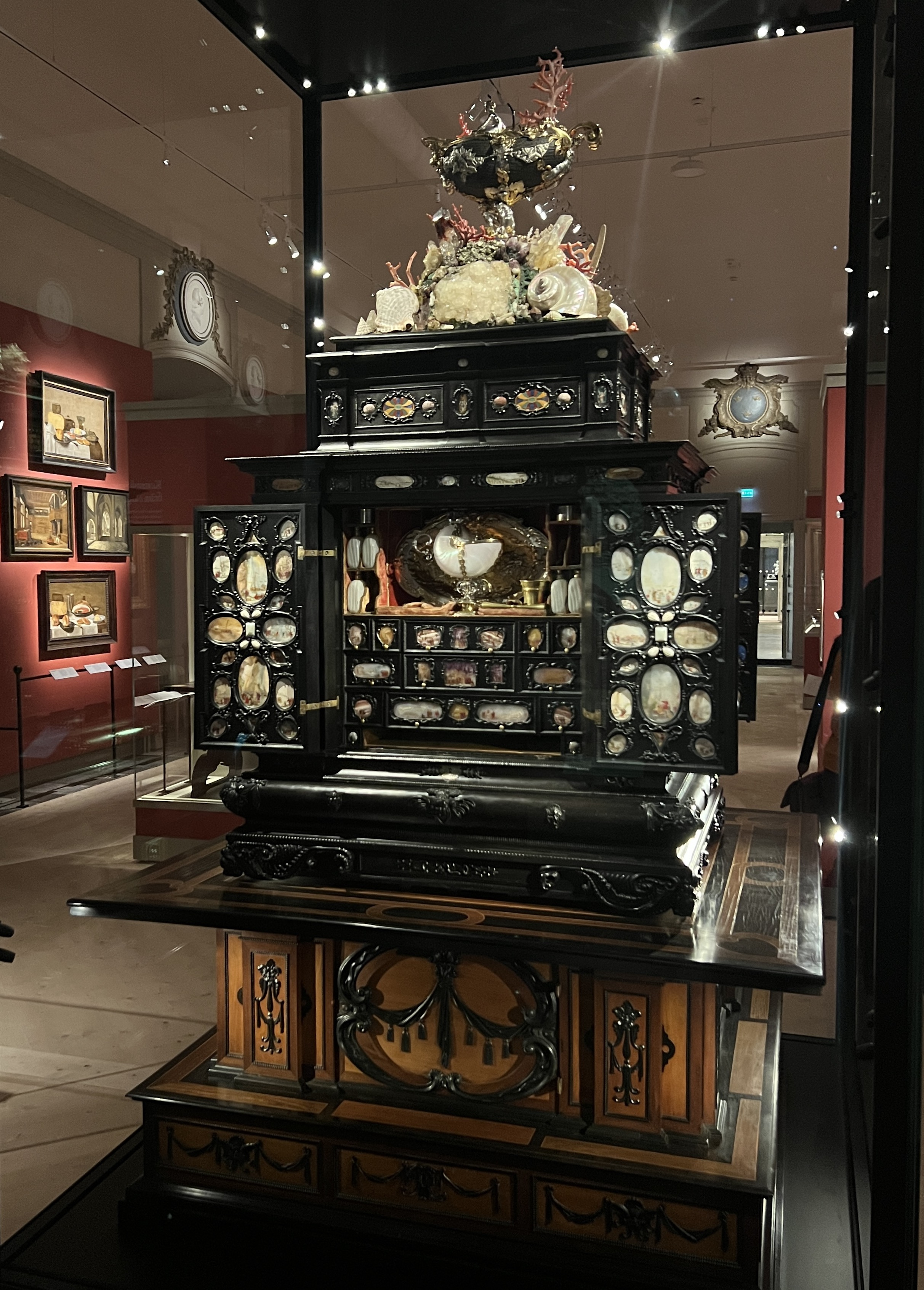
Augsburgska konstskåpet utställt i Gustavianum.

Hainhofer fick stor betydelse som förmedlare mellan de nederländska och italienska konstcentra och de nordeuropeiska hoven. Han är mera känd genom de berömda kabinettskåp, som under hans ledning förfärdigades för Filip II av Pommern (nu i Berlin) och Gustav II Adolf, det senare en gåva av Augsburgs borgerskap till den svenske kungen, känt som Augsburgska konstskåpet. Skåpens största intresse ligger i den rika anhopningen av dyrbara detaljer.